# Чавес, Джерсон
Джерсон Альдаир Чавес Суасо (исп. Gerson Aldaír Chávez Suazo; род. 31 января 2000, Ла-Сейба) — гондурасский футболист, полузащитник клуба «Марафон» и сборной Гондураса.

## Клубная карьера
Чавес — воспитанник клуба «Реал Эспанья». 7 декабря 2017 года в матче против «Хутикальпы» он дебютировал в Лиге Насьональ. 13 августа 2021 года Чавес был арендован американским клубом «Лос-Анджелес Гэлакси II» на оставшуюся часть регулярного чемпионата сезона 2021 Чемпионшипа ЮСЛ. За «Лос Дос» он дебютировал 5 сентября в матче против «Сан-Диего Лойал», выйдя на замену в конце второго тайма вместо Даниэля Агирре. По окончании аренды игрок вернулся в «Реал Эспанья». 13 марта 2022 года в поединке против «Мотагуа» Джерсон забил свой первый гол за клуб.

## Международная карьера
В 2017 году в составе юношеской сборной Гондураса Чавес принял участие в юношеском чемпионате КОНКАКАФ в Панаме. На турнире он сыграл в матчах против команд Панамы, Кюрасао, Гаити, Кубы и США. В том же году Чавес принял участие в юношеском чемпионате мира в Индии. На турнире он сыграл в матчах против сборных Японии, Новой Каледонии, Франции и Бразилии.
В 2018 году в составе молодёжной сборной Гондураса Чавес принял участие в молодёжном чемпионате КОНКАКАФ в США. На турнире он сыграл в матчах против команд Доминиканской Республики, Синт-Мартена, Кубы, Белиза, Антигуа и Барбуды, Коста-Рики и США.
В 2019 году Чавес принял участие в молодёжном чемпионате мира в Польше. На турнире он сыграл в матчах против команд Уругвая и Норвегии.
28 марта 2022 года в отборочном матче чемпионата мира 2022 против сборной Мексики Чавес дебютировал за сборную Гондураса.
В 2020 году в составе олимпийской сборной Гондураса Чавес принял участие в квалификации на Олимпийские игры в Токио. На турнире он был запасным и на поле не вышел. В 2023 году в составе олимпийской сборной Гондураса Чавес принял участие в Панамериканских играх в Чили. На турнире он сыграл в матчах против команд Колумбии, США, Бразилии и Доминиканской Республики.

## Достижения
Командные
 «Реал Эспанья»
- Чемпион Гондураса: апертура 2017